# Islandiana flaveola
Islandiana flaveola är en spindelart som först beskrevs av Banks 1892.  Islandiana flaveola ingår i släktet Islandiana och familjen täckvävarspindlar. Inga underarter finns listade i Catalogue of Life.